# 마지막 전쟁 (1999년 드라마)
《마지막 전쟁》은 1999년 7월 12일 ~ 1999년 9월 7일까지 방영된 MBC 월화드라마이다. 2019년에는 MBC ON에서 방영되었다.

## 등장 인물
- 심혜진 : 한지수 역
- 강남길 : 김태경 역
- 김현주 : 한지은 역
- 김상경 : 정윤석 역
- 이순재 : 지수 아버지 역
- 박정수 : 지수 어머니 역
- 임현식 : 태경 아버지 역
- 나문희 : 태경 어머니 역
- 양희경
- 이영범
- 유준상 : 김태중 역
- 조여정
- 최재형
- 김치국
- 박정숙
- 최영미
- 황채린
- 이재포
- 안승훈
- 추자현
- 국정환
- 김명희
- 김홍석
- 박소현
- 송귀현
- 윤만용
- 정대열
- 송일국
- 홍은희

## 참고 사항
- 심혜진이 맡았던 한지수 역은 당초 황신혜가 낙점됐으나 영화 <주노명 베이커리> 촬영 때문에 고사하자 심혜진이 대타로 들어갔다[1].
- 이 같은 캐스팅 문제 등을 고려하여 MBC는 24부작이었던 <왕초>를 4편 늘린 28회로 끝냈다.
- 당초 <신나는 이혼>이란 제목이 거론됐으나 갑작스럽게 바뀌었다.
- 당초 16부작으로 기획되었으나 후속작 국희의 캐스팅 문제 탓인지 2부 늘린 18회로 끝냈다.
- 여러 차례 코믹한 장면을 실었다는[2] 혹평이 있었으며 방송위원회로부터 1999년 8월 17일과 31일 방영분에서 주의 조치를 받았다.
- 김현주는 해당 작품에 앞서 KBS 2TV <우리는 길 잃은 작은 새를 보았다>, MBC <하나뿐인 당신> 등에서 캐스팅 제의를 받았으나[3] 고사했다.
- 월화 미니시리즈 작품끝으로 월화드라마 변경되고 작품인 <국희> 들어갔고 수목 미니시리즈 <안녕 내사랑> 을 맞 트레이드로 시켰다.